# Никола Шубич Зрински
Никола Шубич Зрински или Миклош Зрински (на хърватски: Nikola Šubić Zrinski или Nikola IV. Zrinski; на унгарски: Zrínyi Miklós; 1508 – 7 септември 1566) е хърватски благородник, представител на старинния аристократичен род Зрински и бан на Хърватия (1543 – 1556). Прославил се в битката при Сигетвар, той е национален герой както на Хърватия, така и на Унгария.

## Живот
Роден е в замък Зрин. Син е на Никола III Зрински.
През 1529 г., на 20-годишна възраст, Миклош Зрини се отличава се при обсадата на Виена. През 1542 г. спасява австрийските войски от разгром под стените на Пеща, като се намесва в сражението начело на 400 хърватски бойци. Като награда за проявените заслуги в битките с османците император Фердинанд I му предоставя обширни владения в Унгария и Хърватия и по-специално в Меджимурието. Поради това фамилията Зрински напуска родовия замък Зрин и се премества в Чаковец.
През 1563 г. Миклош Зрини е назначен за главнокомандващ австрийските войски на десния бряг на Дунав и за комендант на малката крепост Сигетвар. На 6 август 1566 г. султан Сюлейман I обсажда с многобройна войска (102 000 души) крепостта, в която се намира Зрини с едва 2500 войници. На 19 август Миклош Зрини се затваря с останалите само 800 бранители в цитаделата, тъй като градът е обхванат от пламъци. От 26 август до 1 септември османците безрезултатно щурмуват цитаделата по няколко пъти на ден. Султанът опитва да убеди Зрини да капитулира като му предлага да го направи наместник на цяла Илирия и да му даде Босна за наследствено владение, а когато това не дава резултат го заплашва, че ще убие сина му Юрай, когото уж турците са пленили. Зрини остава непреклонен. На 7 септември горната част на цитаделата избухва в пламъци и Зрини със своите 600 воини излиза от нея и се хвърля в последна отчаяна атака срещу гъстите редици на турците. Загива покосен от три куршума. Впрочем самият султан умира от мозъчен кръвоизлив на 5 септември 1566 г. в Сигетвар малко преди войските му най-после да овладеят цитаделата.
Героичната защита на Сигетвар е послужила за сюжет на много драматични произведения, както и на музикални творби – напр. операта „Никола Шубич Зрински“ (1876 г.) на Иван Зайц.

## Семейство
Миклош Зрини има два брака. Първият е сключен през 1543 г. с Катарина Франкопан, която му ражда няколко деца, едно от които е синът му Юрай IV Зрински. Вторият (1564 г.) е с Ева Розенберг, наследничка на рода Розенберг от Бохемия. Правнуците му Никола VII Зрински и Петър Зрински са сред най-обичаните национални герои на Хърватия.